# David Bermudez
David Bermudez är en colombiansk basist. Han har spelat i bandet Underthreath, men spelar idag tillsammans med Blaze Bayley. I båda banden var även hans bror, Nick Bermudez, gitarrist. David har tillsammans med sin bror och Blaze Bayley skrivit det mesta av låtmaterialet till det nya albumet som ska släppas i mars 2008